# Diuqin

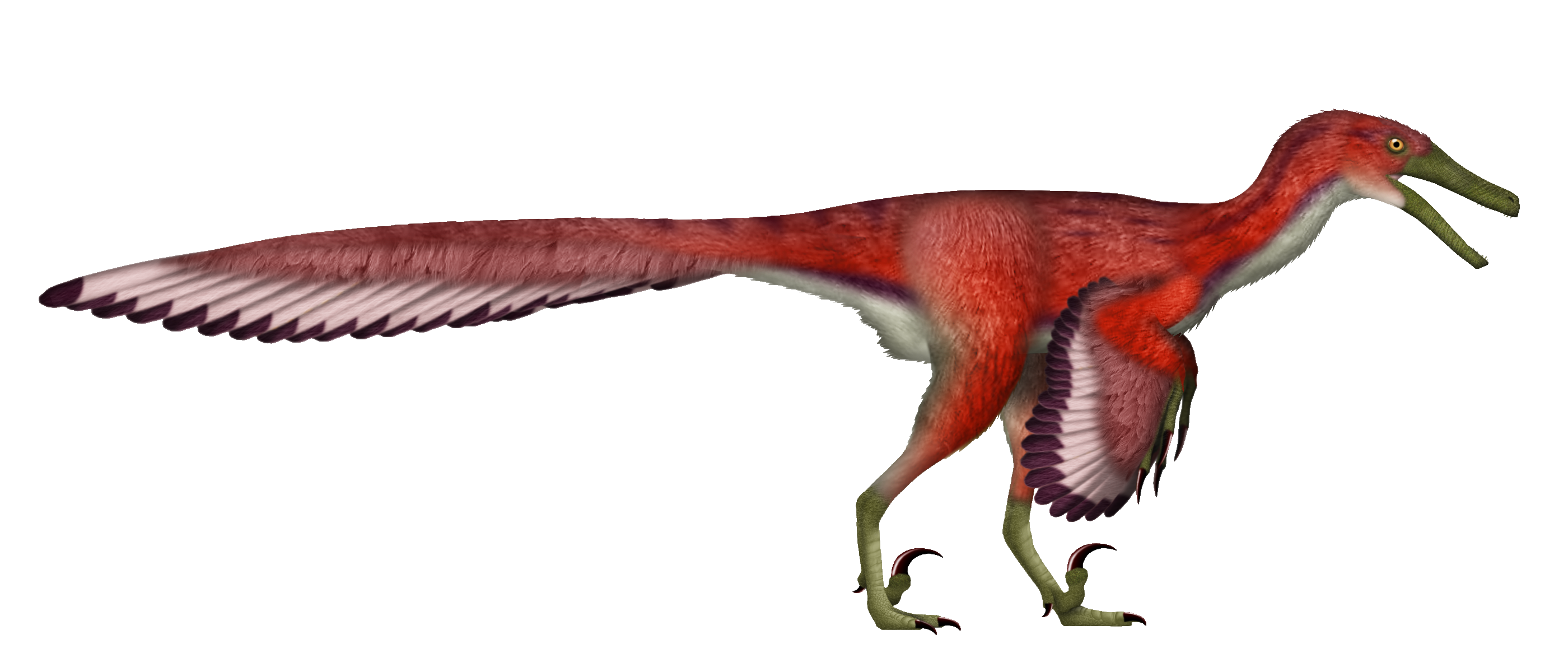
Diuqin lechiguanae

Diuqin is een geslacht van theropode dinosauriërs, behorende tot de Maniraptora, dat tijdens het late Krijt leefde in het gebied van het huidige Argentinië. De enige benoemde soort is Diuqin lechiguanae.

## Naamgeving
Op de landtong tussen de zuidoostoever van het Lago Barreales en de noordoostelijke oever van het Lago Mari Menuco werd het skelet gevonden van een kleine theropode.

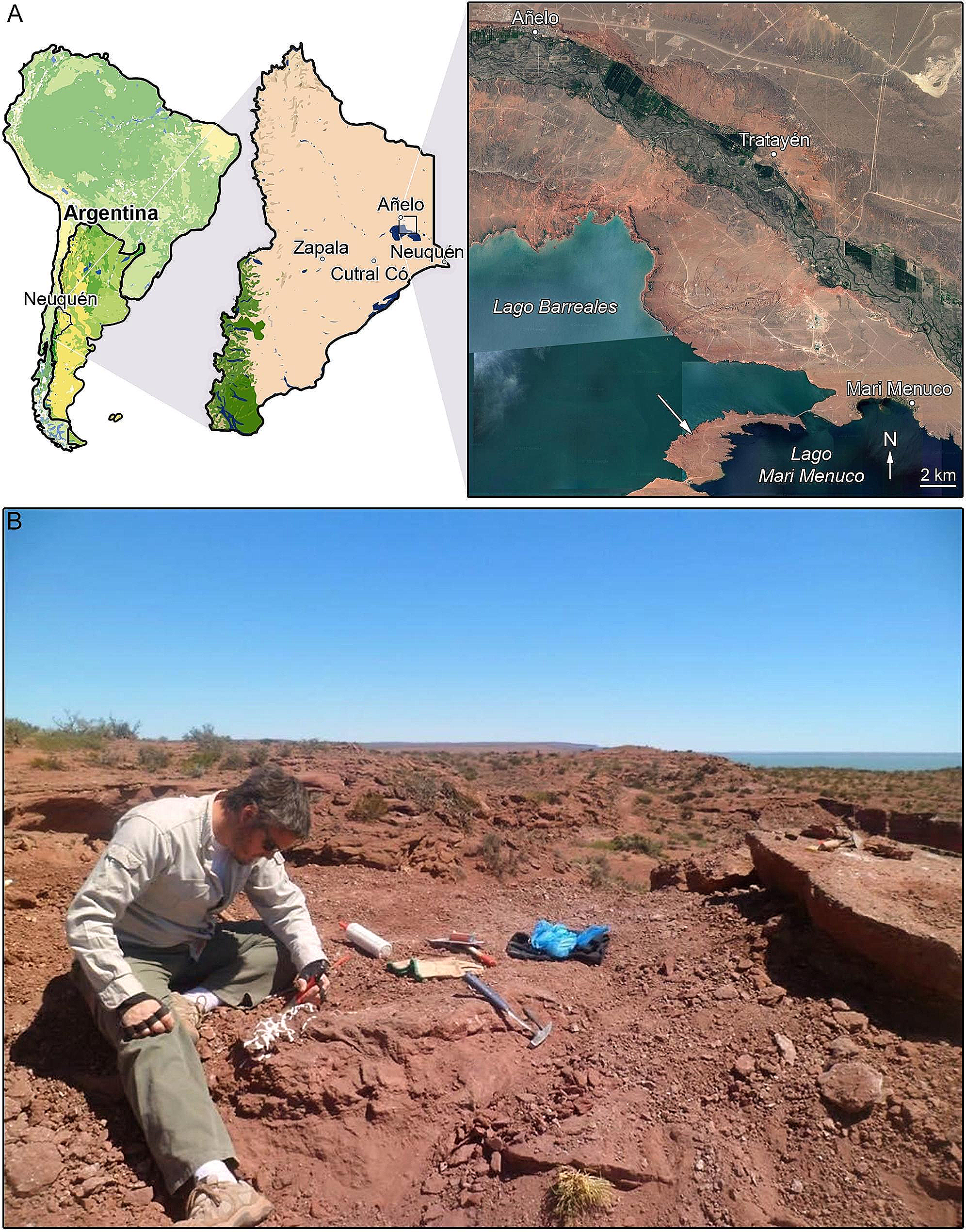
De vindplaats

In 2024 werd de typesoort Diuqin lechiguanae benoemd en beschreven door Juan Diego Porfiri, Mattia Antonio Baiano, Domenica Diniz dos Santos, Federico Andrès Gianechini, Michael Pittman en Matthew Carl Lamanna. De geslachtsnaam betekent "roofvogel" in het Mapudungun. De soortaanduiding verwijst naar de heks Lechiguana uit Leonardo Favio's film Nazareno Cruz y el Lobo, welke weer verwijst naar de legende van de Lobisón-weerwolf. De Life Science Identifiers zijn BF5CDA11-1682-4E48-8A75-5661A6648B68 voor het geslacht en 0972C0F4-E3DE-47E4-A589-DDC0B2D35138 voor de soort.

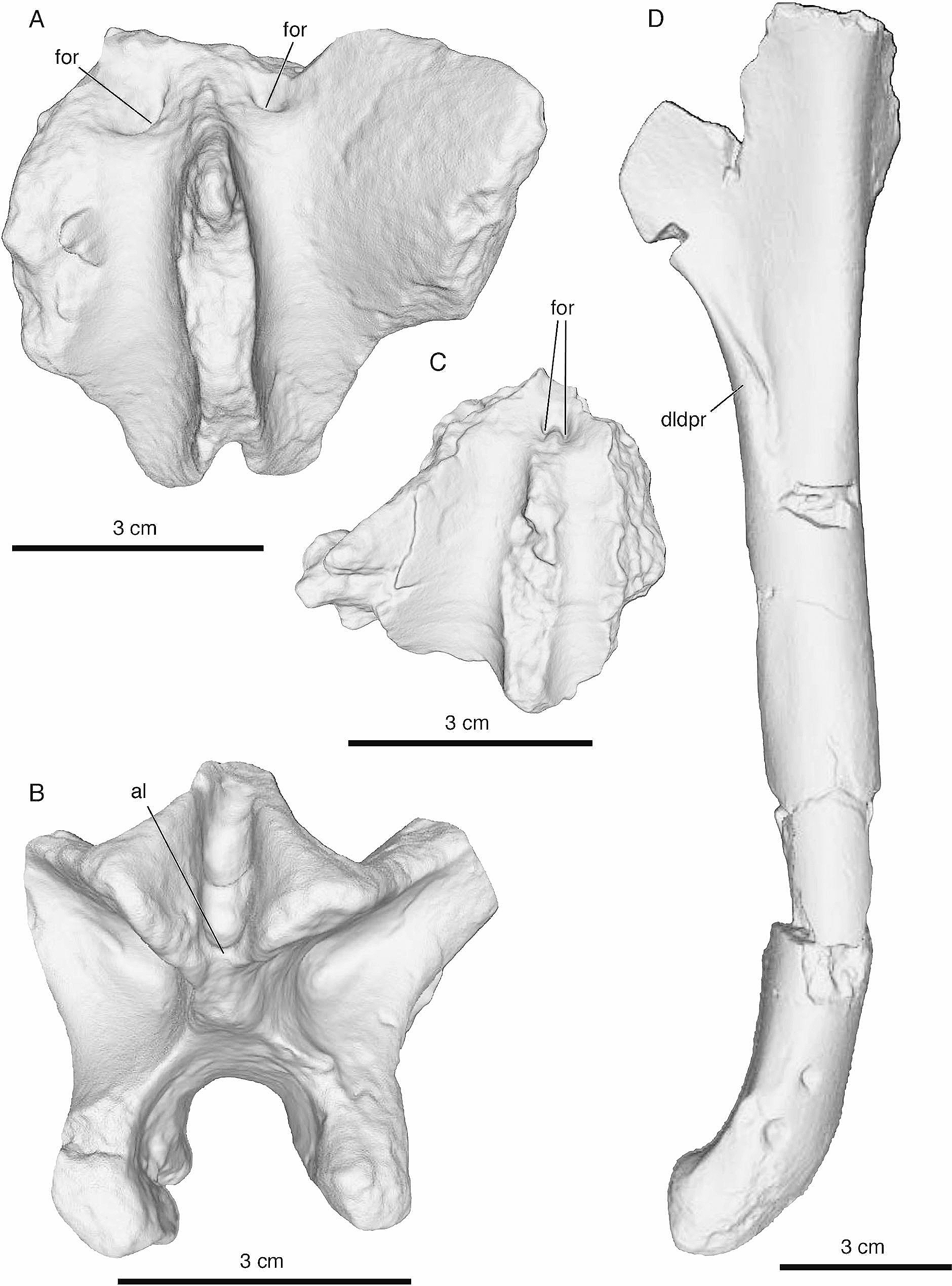
Autapomorfieën

Het holotype, MUCPv 1401, is gevonden in een laag van de Bajo de la Carpa-formatie die dateert uit het Santonien, zo'n vijfentachtig miljoen jaar oud. Het bestaat uit een fragmentarisch skelet zonder schedel. Bewaard zijn gebleven: de achterste sacrale wervel, een voorste staartwervel, het linkeropperarmbeen en vier botfragmenten. Het betreft een onvolgroeid individu. Het maakt deel uit van de collectie van het Museo de Ciencias Naturales van de Universidad Nacional del Comahue in Neuquén.

## Beschrijving
Diuqin heeft een lichaamslengte van ruwweg drie meter, afgaande op de bewaarde lengte van het opperarmbeen van twintig centimeter.
De beschrijvers wisten enkele onderscheidende kenmerken vast te stellen. Drie daarvan zijn autapomorfieën, unieke afgeleide eigenschappen. Op de achterste sacrale wervel bevindt zich een extra beenrichel tussen de richels tussen het doornuitsteeksel en de achterste gewrichtsuitsteeksels. Op de achterste sacrale wervel en voorste staartwervels bevindt zich direct aan de voorste buitenzijden van het doornuitsteeksel een paar ovale gespiegelde foramina die van de bovenste buitenzijde naar de binnenste onderzijde gericht zijn. Op de onderste helft van de deltopectorale kam van het opperarmbeen ontspruit een deltopectorale richel die van de onderzijde naar de buitenzijde loopt.
Verder is er een unieke combinatie van op zich niet unieke kenmerken. De achterste gewrichtsuitsteeksels van de achterste sacrale wervel steken sterk naar achteren uit. De deltopectorle kam van het opperarmbeen is naar voren gericht, een kenmerk gedeeld met Austroraptor. Tussen de deltopectorale kam en de schacht van het opperarmbeen bevindt zich geen trog, net als bij Austroraptor. Boven de beenstijl die naar de buitenste onderste gewrichtsknobbel van het opperarmbeen loopt, bevindt zich een scherpe kam met erboven een bultje, net als bij Buitreraptor.

## Fylogenie

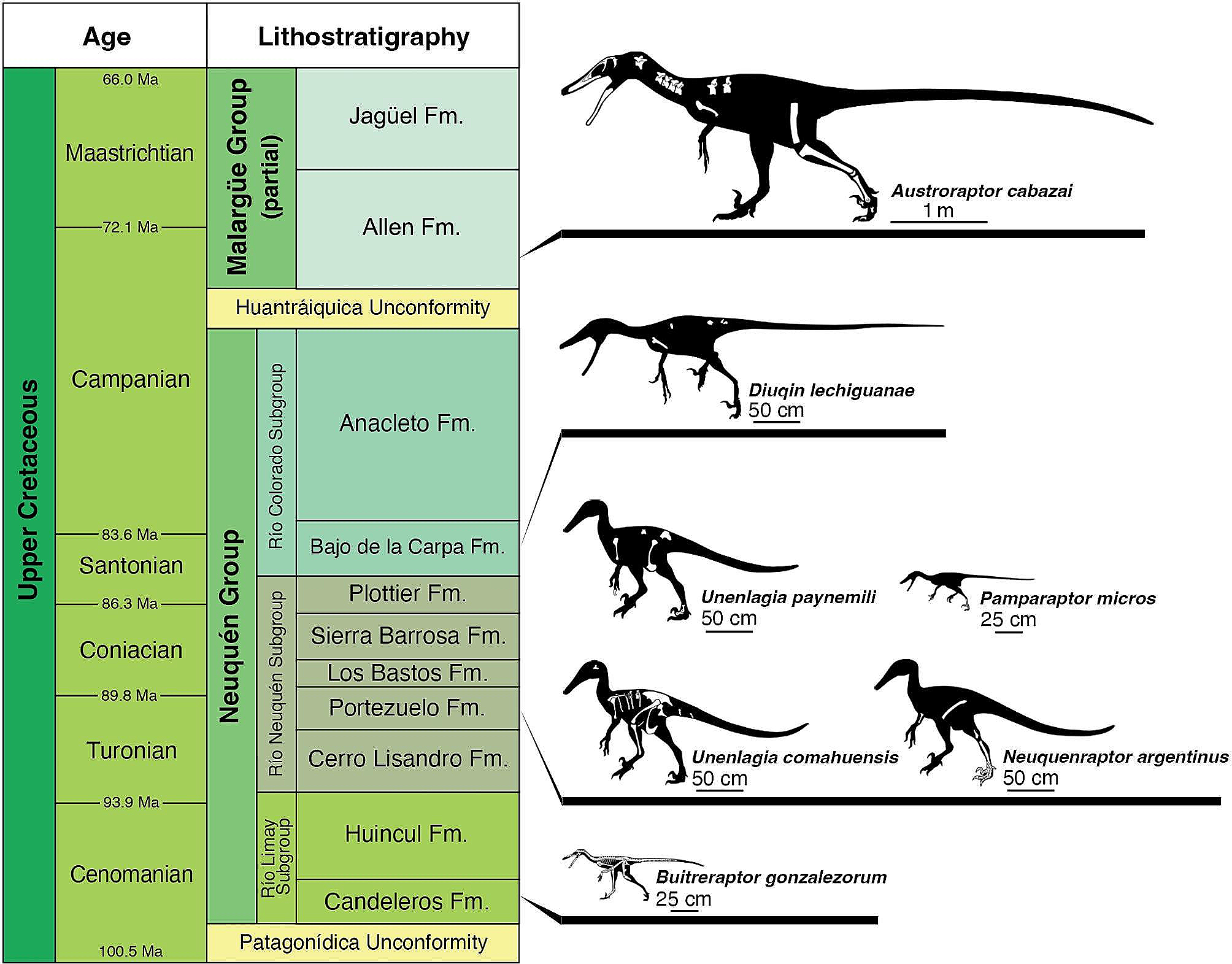
Vergelijking met verwanten

Diuqin is in de Unenlagiinae geplaatst als eerste van die groep die uit het Santonien van Argentinië bekend is. Een exacte cladistische analyse leverde echter geen duidelijke positie op in een polytomie van Maniraptoriformes, ook niet na verschillende statistische bewerkingen. Binnen de Paraves kon het een zustertaxon zijn van de Anchiornithinae, de Dromaeosauridae, de Unenlagiinae of van verschillende soorten binnen die laatste groep.

## Levenswijze
Het opperarmbeen is doorboord door tanden van een aaseter, vermoedelijk een krokodilachtige.